# アーネスト・ソウザ
アーネスト・ソウザ　(英: Ernest Sosa、1940年6月17日-)はアメリカの哲学者。過去半世紀で最も重要な認識論者の一人と評される。ソーザ、ソーサとも表記される。キャリアの大部分をブラウン大学で過ごし、2007年からはラトガース大学で哲学の理事会特任教授に任命されている。

## 概要
1940年6月17日、キューバのカルデナスで生まれる。
学士と修士をマイアミ大学で取得し、1969年にピッツバーグ大学で博士号を取得。主査はニコラス・レッシャー。
1964年以来ブラウン大学で教鞭を執り、2007年にラトガース大学の教授に就任。常勤としてはブラウン大学で教鞭を執る傍ら、1998年から2006年まで毎年春にラトガース大学で客員教授を務めた。 
アメリカ哲学協会の元会長であり、アメリカ芸術科学アカデミーの会員でもある。NoûsやPhilosophy and Phenomenological Researchなど多くの哲学雑誌の編集者を歴任した。2005年にはオックスフォードでジョン・ロック講義を行った。
ピッツバーグ大学から2年ごとに授与される、体系的な哲学への貢献に対するニコラス・レッシャー賞を2010年に受賞した。 
また、彼の息子であるデイヴィッド・ソウザは、テキサス大学オースティン校の哲学科の教授兼学科長であり、認識論を専門としている。

## 哲学
認識論のみならず、形而上学、現代哲学、心の哲学についても著作を残す。『知識の視点』（1991年）と『徳認識論』（2007年）では、動物的な知識と反省的知識を区別する「徳パースペクティビズム(virtue perspectivism)」と呼ばれる徳認識論を擁護している。

### 徳認識論
「現代の徳認識論は認識論内に於ける独自のムーヴメントとして考えられるが、それは1980年代初頭のアーネスト・ソウザの研究に始まる」
徳認識論は、W. V. O. クワインに反して、「規範的な学問としての特徴づけられる、知的主体とコミュニティを認識論的評価の主な焦点とし、これらの主体並びにコミュニティに体現される知的美徳と悪徳に焦点を当てる認識論である。

### 形而上学と合成
絶対主義と「爆発」。「『存在の相対性』において、ソーサは合成の理論を考察している。 彼は通常の合成理論を絶対主義と呼び、絶対主義では、物体が合成の条件を満たすときに絶対的に存在するとする。物体は、特定の素材が特定の方法で配置されたときに存在する。絶対主義は、ソーサが『実体の爆発』と名付けた現象を引き起こし、それにより不確定な数の実体がある場所で重なり合い、どんな変化も不確定な数の他の実体を破壊・創造することになる。
ソウザはこの問題を説明するために、雪玉の例を挙げる。雪玉は『丸い』（球状の）形をした一片の雪で作られ、特定の持続条件に従う。ここで『スノーディスコール』という概念を導入する。スノーディスコールは『物質として一片の雪、そして形としては丸い（球状の）形から円盤状の形までのどんな形でもよいもの』と定義される。この定義によれば、雪玉はスノーディスコールでもあるが、スノーディスコールが必ずしも雪玉であるとは限らない。したがって、二つの異なる物体が重なり合って存在することになる。しかし、スノーディスコールがあるように、丸い形と50%円盤状の形の間の物体、丸い形と30%円盤状の形の間の物体など、無数の他の物体も存在し得る。これらはただの恣意的な説明ではなく、異なる実在物である。絶対主義において恣意的に見えるのは、ある物体（雪玉）が他の物体よりも存在に対する権利を持っているという考え方なのである。
存在相対主義。一つの解決策として、彼は存在相対主義を提唱した。この理論の中心的な主張は、物体が客観的に存在するわけではないということである。つまり、『構成された、付加的な実体が、必要な構成要素や形態に客観的に付随する』わけではない。存在相対主義は、合成は概念的枠組みに相対するものである。概念的枠組みとは、世界がどのように存在し、どのように相互作用するかについてのアイデアの心的な集合体のことを指す。これらの枠組みは、言語、文化、個人的な有用性、視点などに基づいて異なることがある。人の概念的枠組みは、外界の中からこれらの心的なアイデアに似たものを選び、それに存在を付与するのを助ける。1 概念的枠組みは異なる可能性があるため、異なる人々が異なる物体を認識するかもしれない。概念的枠組みは、個人が世界を理解する上でどれだけ役立つかに基づいて選ばれる。
存在相対主義の定義。『我々の現在の枠組み O に相対して存在するものとは、枠組みが直接的に認識するもの、枠組みの前身や後継者を通じて間接的に認識するもの、そして我々が適切に発展していたか、今発展すれば認識していたであろうもの、または適切な状況にあったか、今そうであれば認識していたであろうものを含む』。この定義は、概念的枠組みが物体を認識する場合、他の物体の存在を含意するものを認識する場合、あるいは人々が異なる能力や時空間的状況にあれば認識していたであろう場合に、物体が存在することを認めるものである。
予想され得る反論:(pp654-658)
- 反論１：人間が存在しない世界でも合成は起こるのか？
- 反論２：「スノーディスコール」は単に物体の恣意的で表面的な分類ではないのか（例えば、どんな猫や犬でも「カオグ」として分類できるが、それは本質的な問題にはならないのではないか)？
- 反論３：物体が外的に一定の形で存在し、概念的枠組みによって認識されるだけなら、存在相対主義は不要ではないか？ 存在相対主義は、単に人間の世界認識に焦点を当てた絶対主義に過ぎないのではないか？
- 反論４：存在相対主義は、個人に対応した世界の記述に関する言語理論であり、存在論的な理論ではないのではないか？ 対立する概念的枠組み同士の意見の相違はどのように解決されるのか？
- 反論５：原子（または他の基本粒子）は単純に存在し、他の物体（例えば、ハンマー、猫、雪玉）は概念的枠組みに相対して存在するということがあり得るのか？

## 著作
- Knowledge in Perspective (Cambridge University Press, 1991)
- Epistemic Justification (Blackwell Publishers, 2003), with L. BonJour.
ローレンス・バンジョー/上枝美典訳『認識的正当化―内在主義対外在主義』（産業図書, 2006年）
- Ernest Sosa and his Critics, ed by J. Greco (Blackwell, 2004)
- A Virtue Epistemology (Oxford University Press, 2007)
- Reflective Knowledge (Oxford University Press, 2009)
- Knowing Full Well (Princeton University Press, 2011)
- Virtuous Thoughts: The Philosophy of Ernest Sosa, ed by J. Turri (Springer 2013)
- Judgment and Agency (Oxford University Press, 2015)
- Epistemology (Princeton University Press, 2017)